# Sobór św. Aleksandra Newskiego w Warszawie

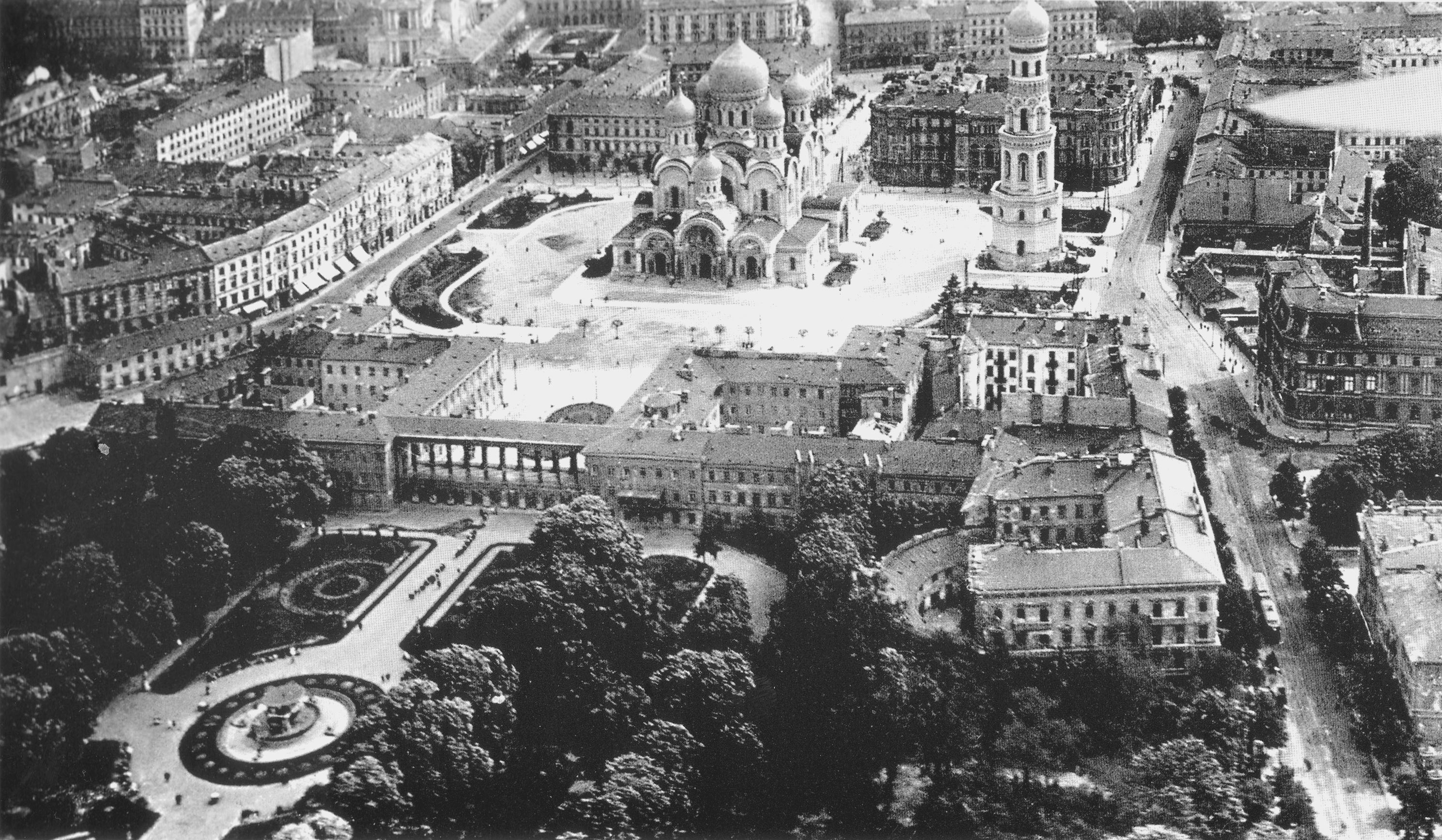
Zdjęcie lotnicze placu Saskiego z 1915

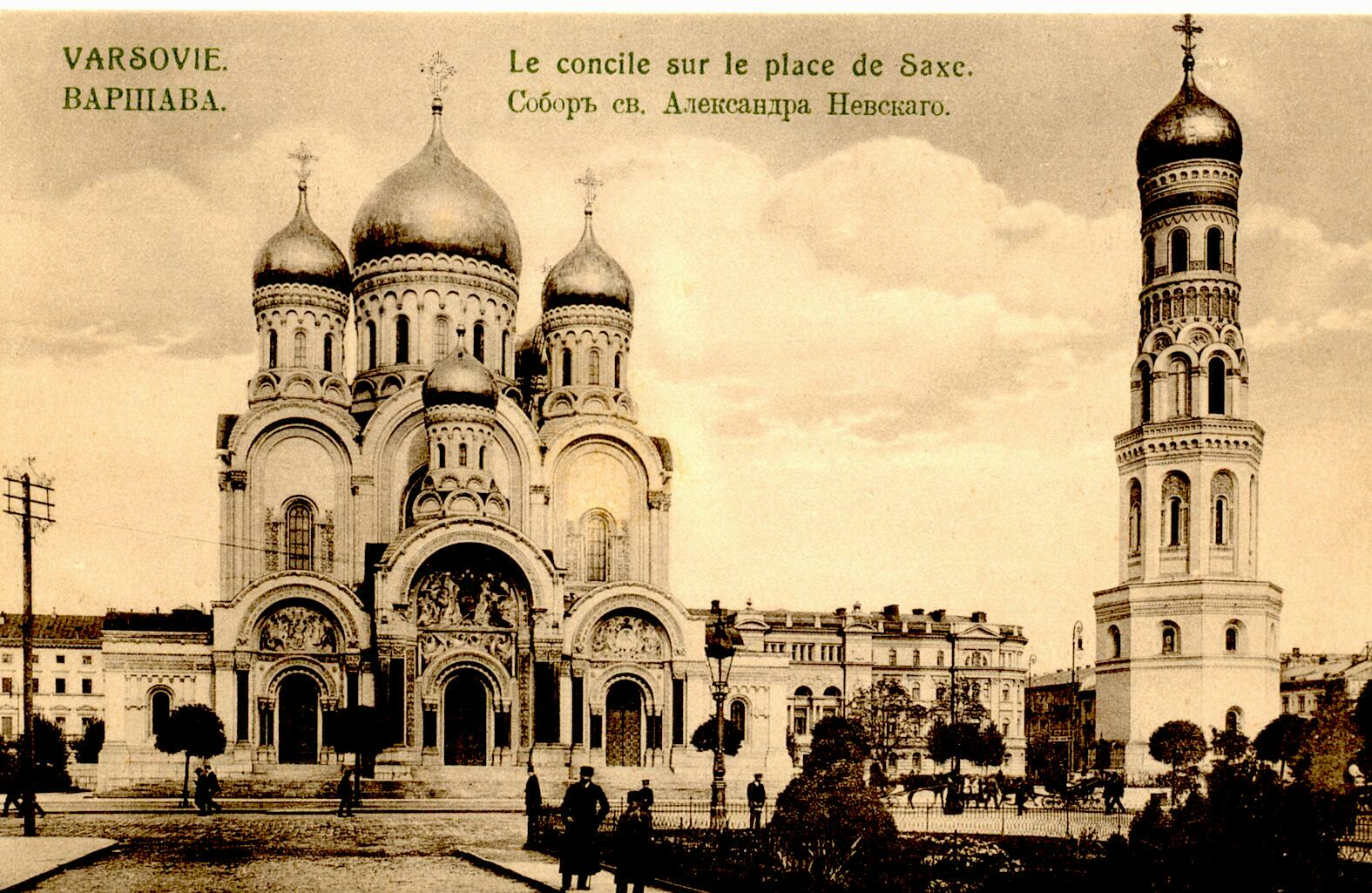
Świątynia wraz z dzwonnicą

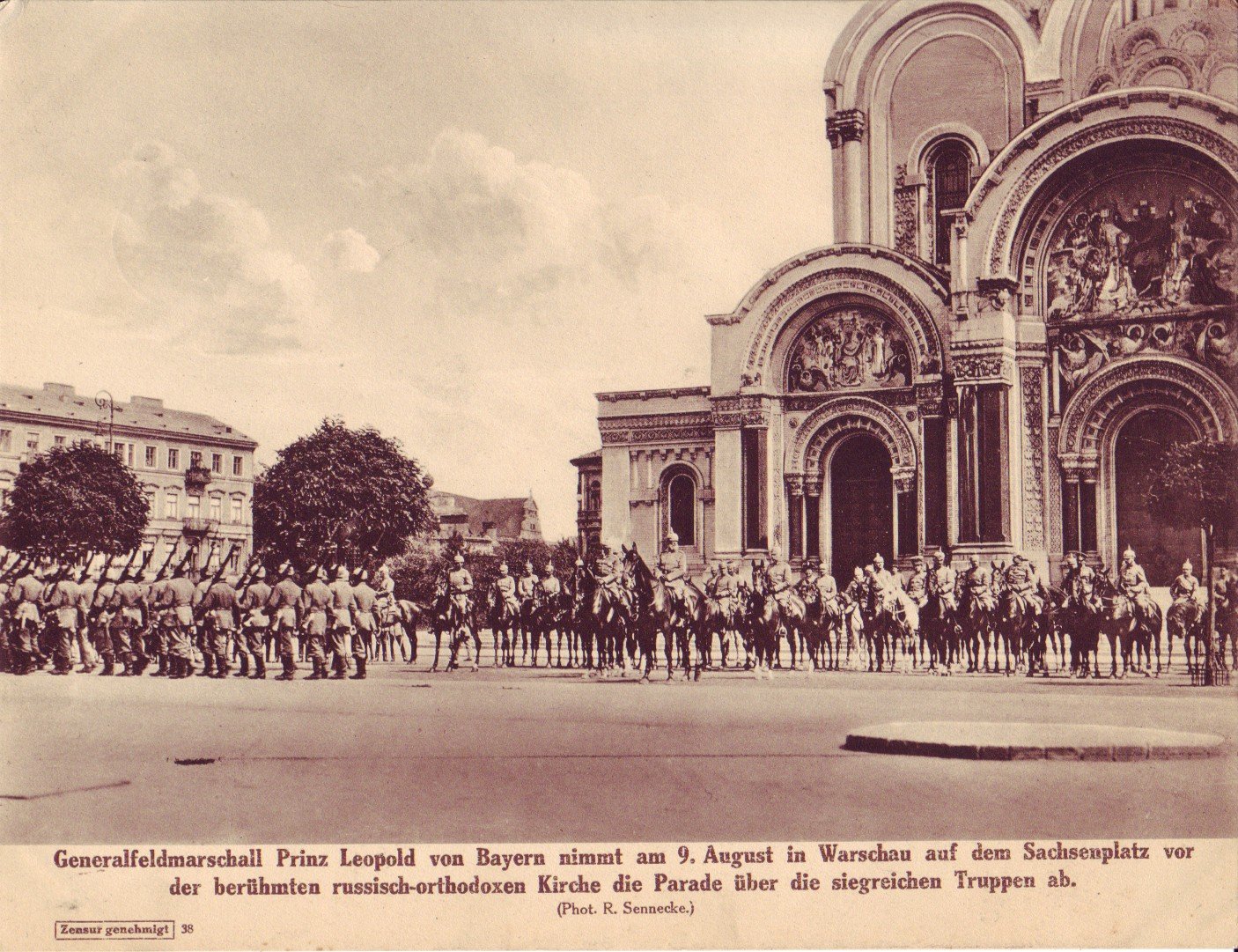
Wojska niemieckie przed świątynią, 1915

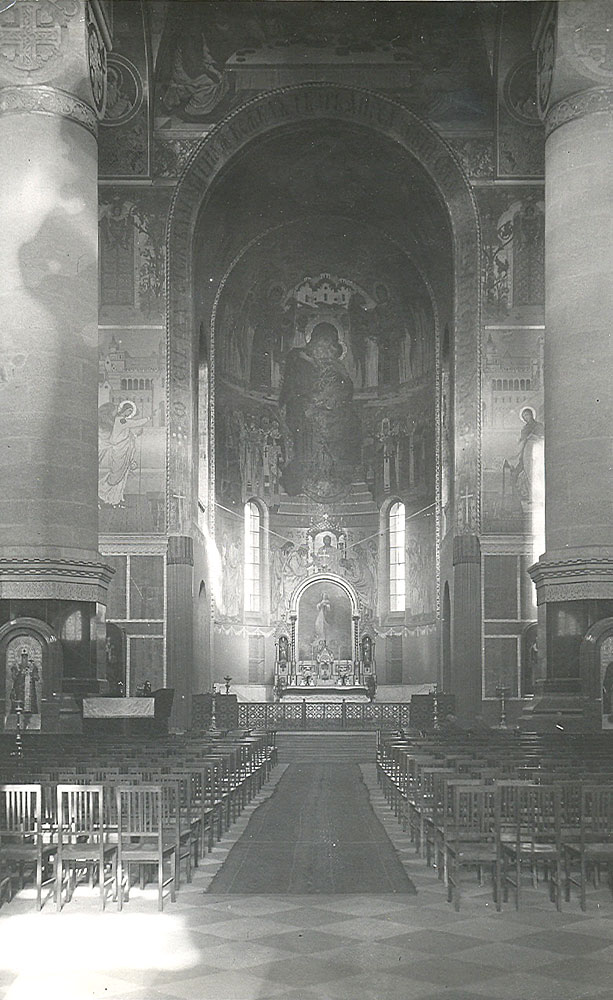
Wnętrze soboru w 1915 roku, po przemianowaniu na kościół garnizonowy

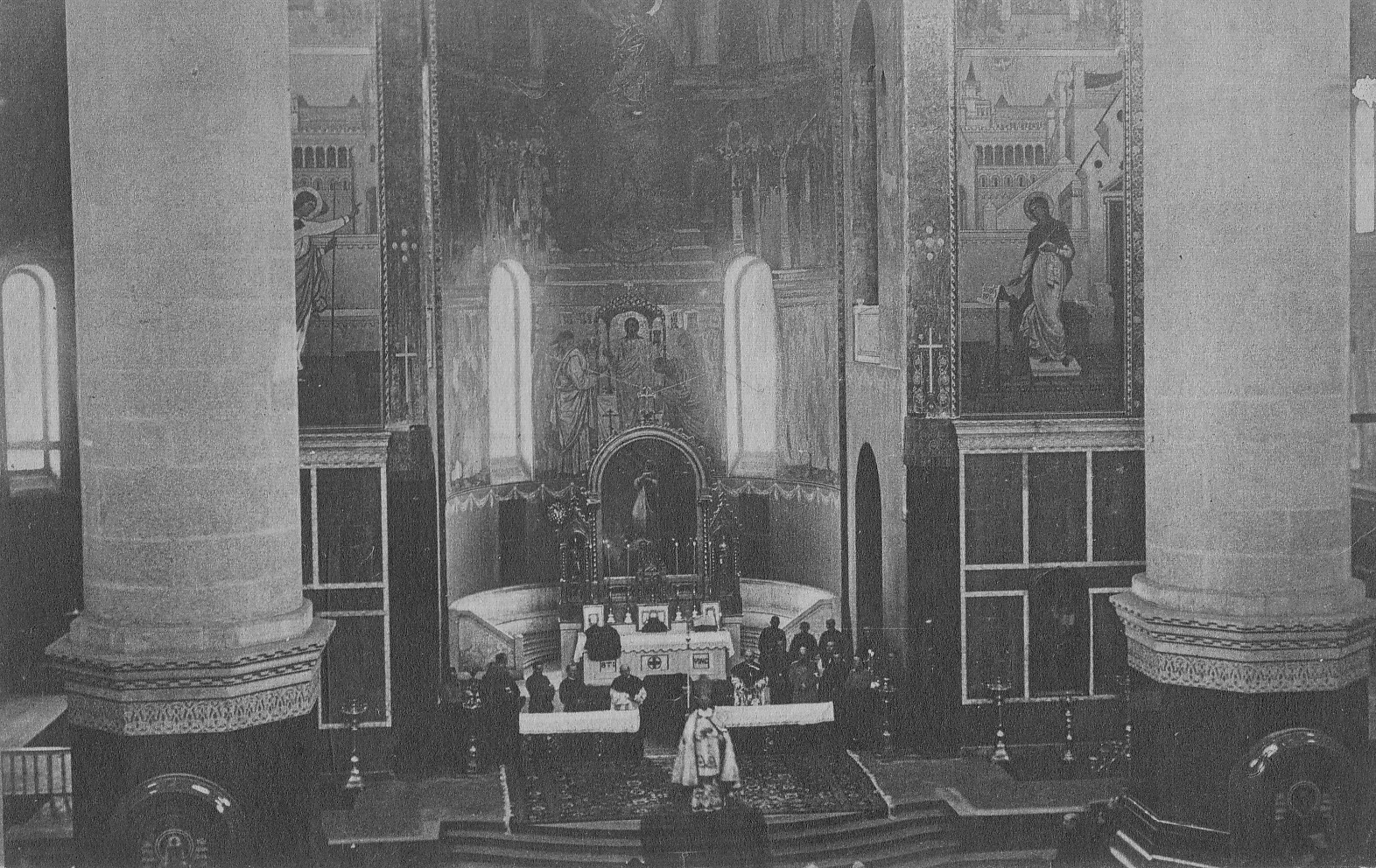
Ołtarz główny, 1916

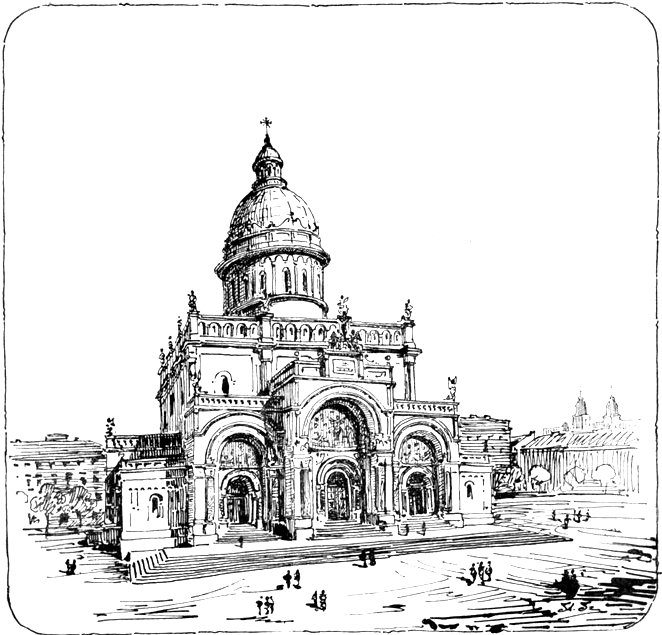
Projekt przebudowy na kościół autorstwa Stefana Szyllera

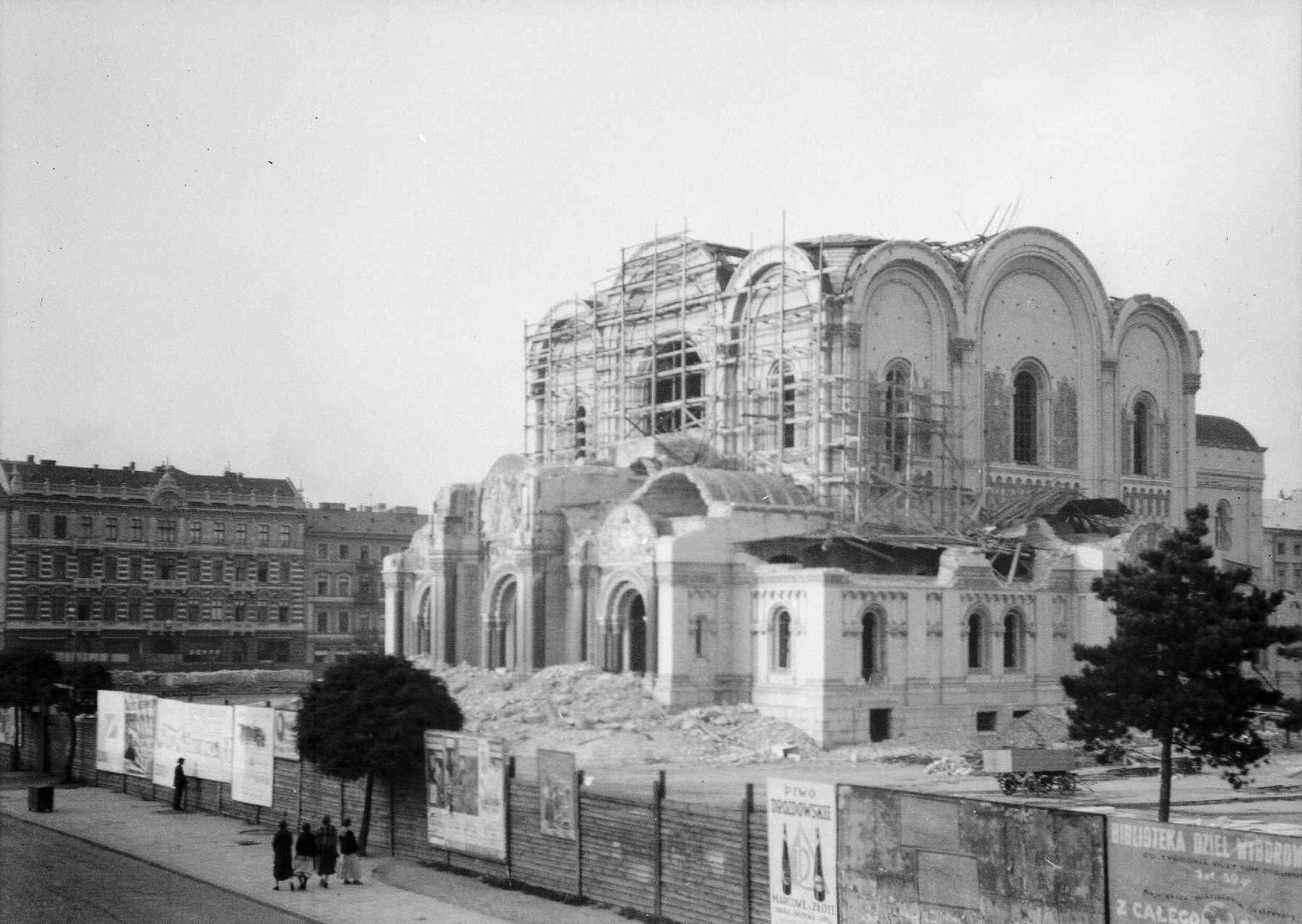
Rozbiórka świątyni, 1925

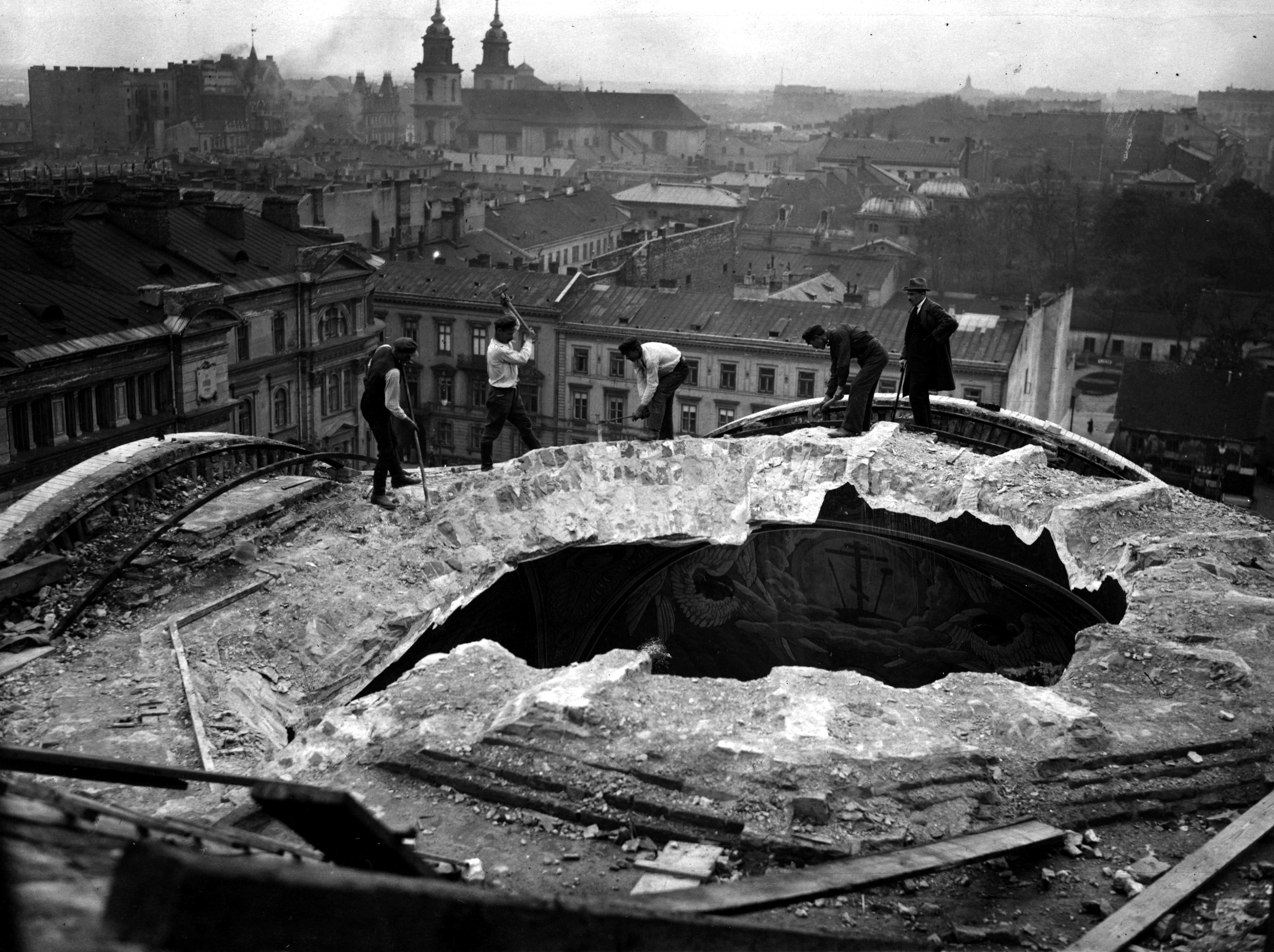
Robotnicy w trakcie rozbiórki świątyni, maj 1925

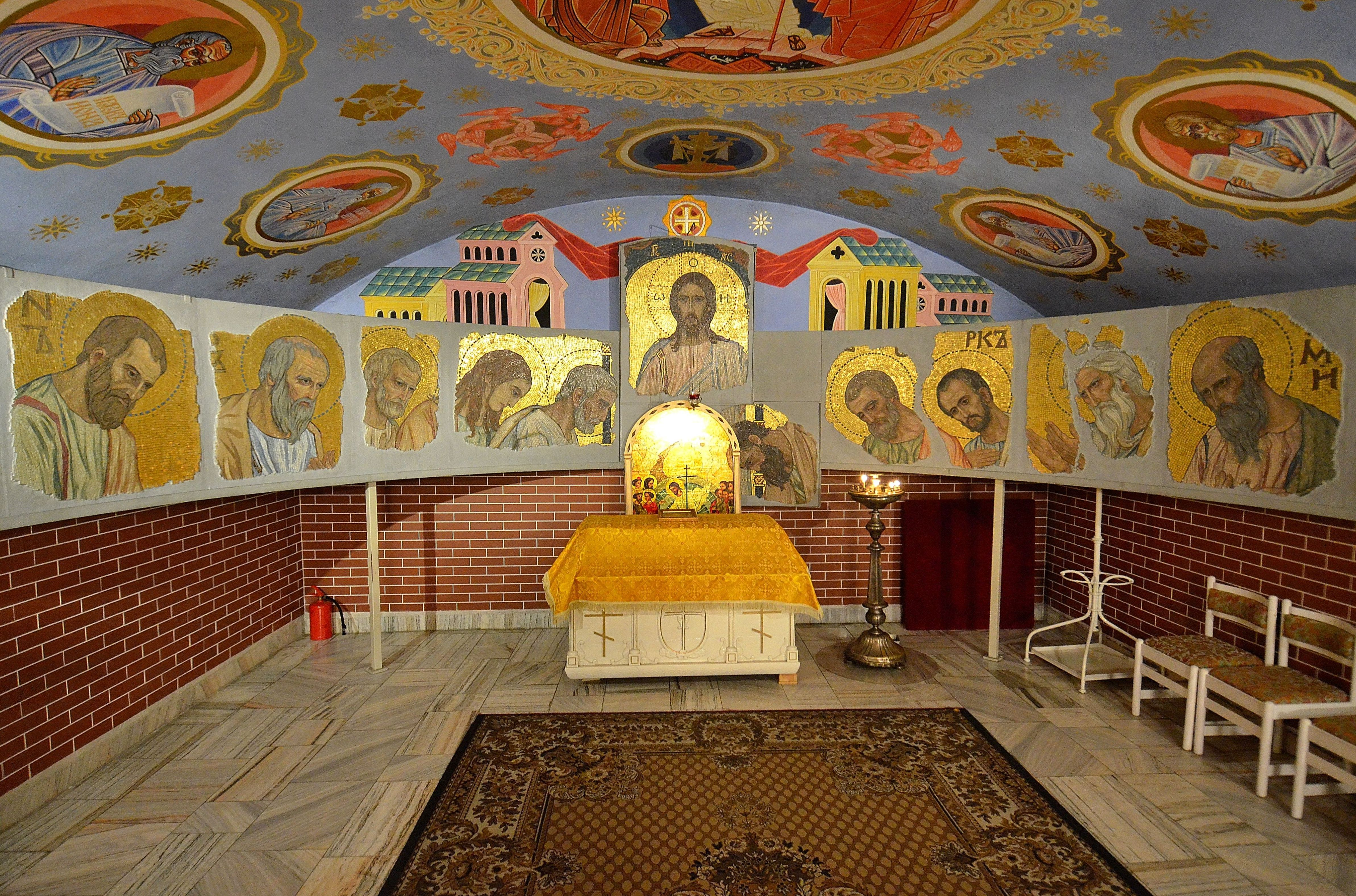
Zachowane resztki mozaiki Komunia Apostołów z soboru św. Aleksandra Newskiego eksponowane w dolnej kaplicy Męki Pańskiej w soborze metropolitarnym św. Marii Magdaleny w Warszawie

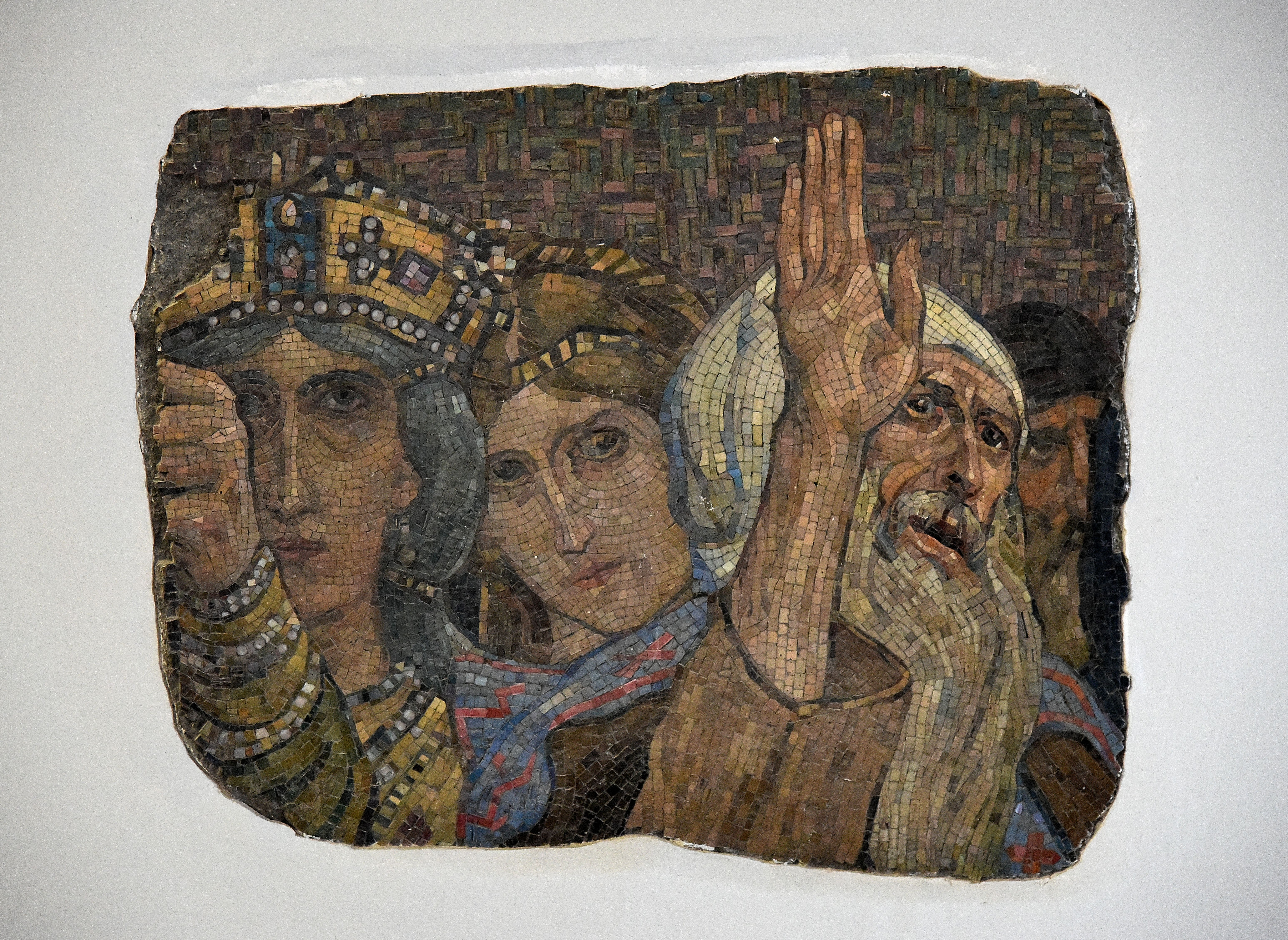
Fragment mozaiki wyeksponowany na półpiętrze gmachu Wydziału Architektury Politechniki Warszawskiej przy ul. Koszykowej 55

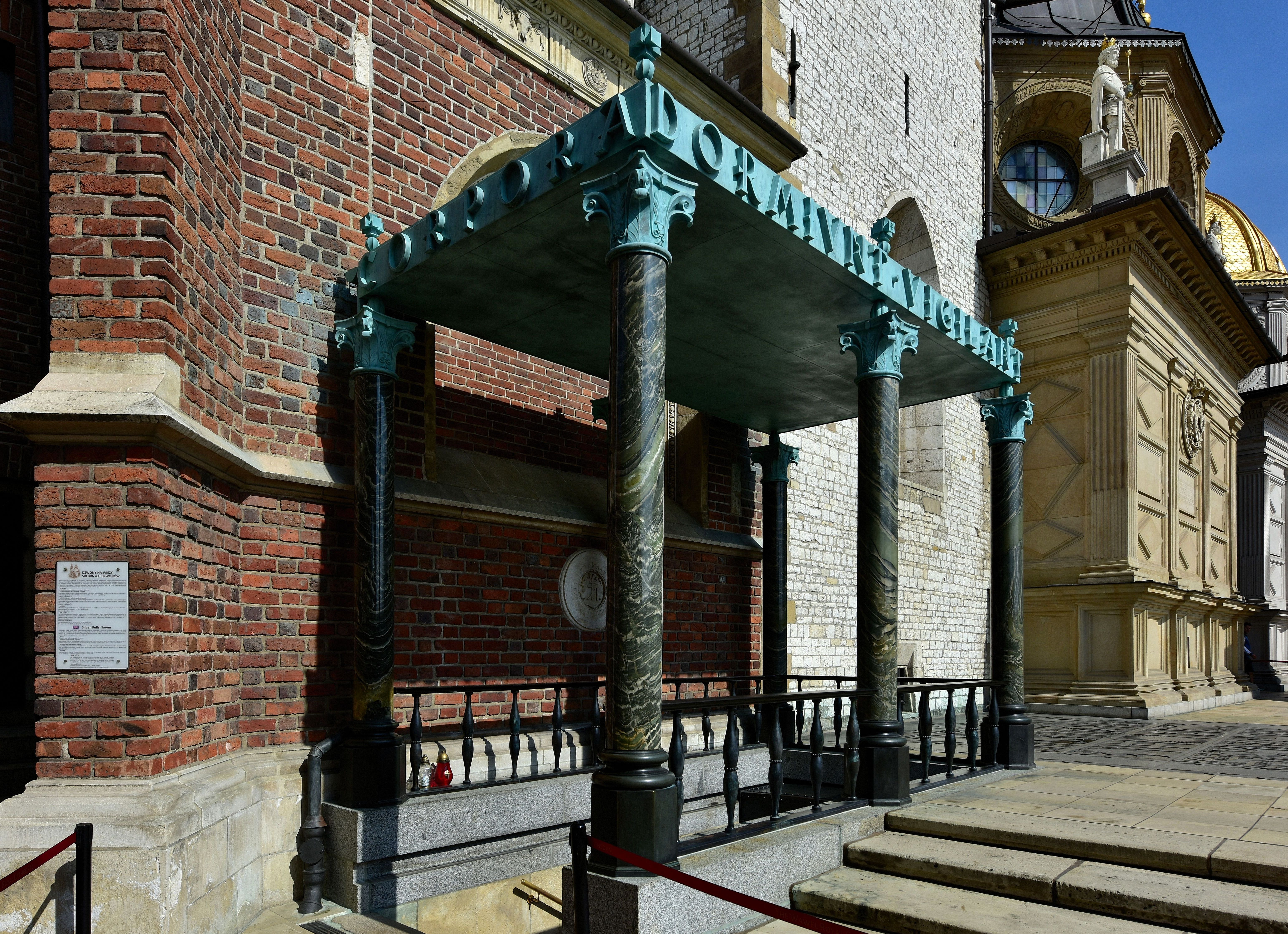
Kolumny pochodzące z rozebranego soboru wykorzystane do budowy baldachimu nad wyjściem z krypt królewskich na Wawelu

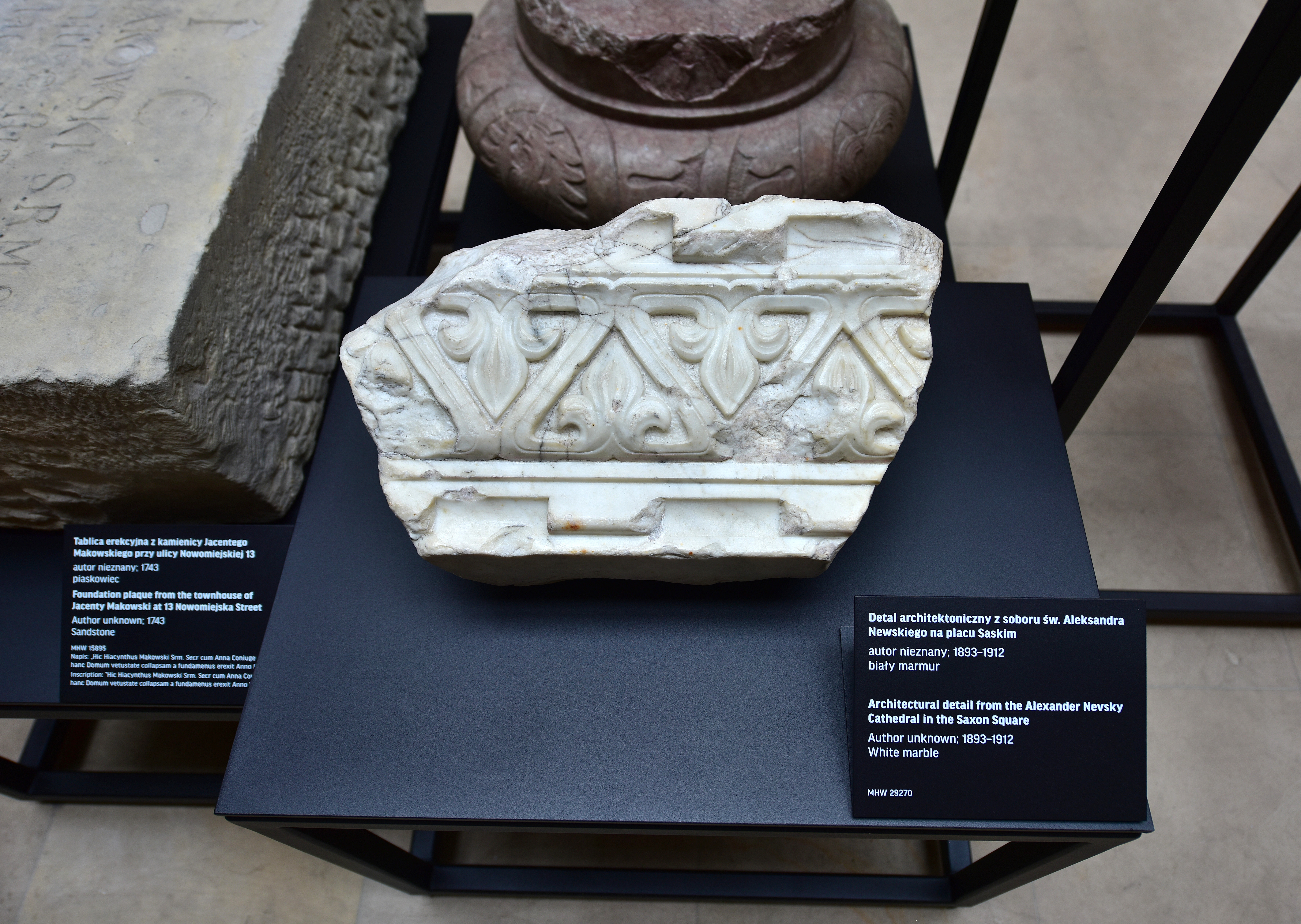
Wykonany z białego marmuru fragment gzymsu na wystawie stałej w Muzeum Warszawy

Sobór św. Aleksandra Newskiego (ros. Александро-Невский собор) – prawosławny sobór katedralny, zbudowany między 1894 a 1912 rokiem według projektu Leontija (Leoncjusza) Benois. Jego wolno stojąca dzwonnica była jedną z najwyższych budowli Warszawy (z wysokością 70 m ustępowała m.in. 75-metrowym wieżom kościoła św. Floriana). Obiekt był zlokalizowany na jednym z najważniejszych placów Warszawy, placu Saskim, i w założeniach rosyjskich władz zaborczych miał stanowić symbol rosyjskiego panowania na ziemiach polskich. Na patrona wybrany został Aleksander Newski, święty prawosławny, książę Nowogrodu Wielkiego i wielki książę włodzimierski.
Sobór został rozebrany w latach 20., mniej niż 15 lat po ukończeniu budowy. Podzielił los wielu świątyń prawosławnych w Warszawie wybudowanych w okresie rozbiorów i rozebranych po odzyskaniu niepodległości. Decyzja o rozbiórce spowodowana była nastrojami antyrosyjskimi i antyprawosławnymi w II Rzeczypospolitej, wynikającymi głównie ze stosowanej w okresie zaborów przez państwo rosyjskie polityki rusyfikacji w stosunku do Polaków. W ocenie ówczesnego społeczeństwa sobór był symbolem rusyfikacji. Dodatkowym argumentem było to, że świątynia zajmowała jeden z najważniejszych placów Warszawy, a po opuszczeniu miasta przez urzędników i wojska rosyjskie, tak wielki budynek sakralny nie był już potrzebny wyznawcom prawosławia w mieście. Uważano także, że sobór reprezentujący wschodnią architekturę nie pasuje do Warszawy. Ponadto budowla uległa uszkodzeniu podczas I wojny światowej, a źle przeprowadzone naprawy dodatkowo pogorszyły jej stan.

## Tło historyczne
W 1815 roku Warszawa zgodnie z postanowieniami kongresu wiedeńskiego znalazła się pod władzą dynastii Romanowów jako stolica autonomicznego Królestwa Polskiego. W XIX wieku stała się jednym z największych miast Rosji i ważnym ośrodkiem administracyjnym na zachodniej granicy imperium. Do Warszawy przyjechało wielu urzędników rosyjskich wraz z rodzinami, w mieście stacjonował garnizon wojskowy. Liczebność garnizonu warszawskiego zwiększana była sukcesywnie. Po powstaniu listopadowym zniesiono większość elementów wyodrębniających Królestwo od Imperium Rosyjskiego (przede wszystkim konstytucję, odrębną armię i w sferze symbolicznej – koronacje cesarzy Rosji na królów Polski); wybudowana została Cytadela Aleksandrowska, kosztami jej budowy obciążono Królestwo Polskie. Kilkanaście lat po powstaniu styczniowym, którego klęska przyniosła ze sobą niemal całkowitą unifikację Królestwa z Rosją, w 1879 r., władze carskie podjęły decyzję o przekształceniu Warszawy w twierdzę, co wiązało się z budową nowych fortyfikacji i zwiększeniem liczebności stacjonującej załogi. O rozbudowie Warszawy decydowali zarządzający miastem rosyjscy urzędnicy cywilni i wojskowi. W latach 90. XIX wieku na potrzeby przebywających w mieście Rosjan wybudowano prawie 20 prawosławnych cerkwi, służących przede wszystkim wojsku.

## Historia

### Okoliczności wzniesienia soboru
Z propozycją wybudowania nowego, znacznie większego niż istniejący soboru wystąpił generał-gubernator Josif Hurko, znany ze swojego zaangażowania w rusyfikację. W liście do cara Aleksandra III stwierdził on, że 42 tys. prawosławnych mieszkańców Warszawy pilnie potrzebuje nowego miejsca do modlitwy, ponieważ istniejące wtedy w Warszawie cerkwie są w stanie obsłużyć mniej niż jedną dziesiątą z nich. Oceniając dotychczas wzniesione w zaborze rosyjskim świątynie prawosławne Hurko stwierdził, iż:
(...) nasuwały [one] myśl, iż należą do wyznania ledwie znoszonego, bynajmniej nie panującego i państwowego. Wewnętrzne ich urządzenie również nie odpowiadało pojęciu o potędze i wielkości religii prawosławnej.
Miejsce pod przyszły sobór nie zostało wybrane przypadkowo – wzniesienie go w centralnym miejscu Warszawy miało podkreślać rosyjskie panowanie na ziemiach polskich. Dla świątyni wyznaczono miejsce, gdzie znajdował się od 1841 pomnik polskich oficerów zabitych w czasie Nocy Listopadowej za odmowę przyłączenia się do zbrojnej walki o niepodległość. Przed rozpoczęciem budowy soboru monument został przeniesiony na plac Zielony. Prawosławna katedra stanowiła zatem kontynuację ideologicznego znaczenia pomnika. Przy wyborze miejsca dla obiektu nie wzięto pod uwagę względów urbanistycznych – architektura cerkwi pozostawała w dysharmonii z otoczeniem. Zdaniem Pawła Giergonia dysharmonia ta była zamierzona przez inicjatorów budowy soboru.
List Hurki spotkał się z pozytywnym odzewem Świątobliwego Synodu Rządzącego Rosyjskiego Kościoła Prawosławnego, który podkreślał wagę budowy soboru zarówno dla wiernych prawosławnych, jak i dla polityki władz carskich. Komentując zamysł wzniesienia świątyni, rosyjska prasa pisała:

Rosyjska prawosławna świątynia (...) wzniesiona na najwidoczniejszym miejscu Warszawy jest koniecznością nie tylko dla potrzeby religijnej, ale jest konieczna jako symbol rosyjskiej państwowości w tym kraju, symbol prawosławnej Rosji, której nierozłączną część stanowi Królestwo Polskie

Prasa sugerowała również, iż prawosławni Rosjanie żyjący na terenach Kraju Nadwiślańskiego są ofiarami nietolerancji religijnej katolickiej większości jego mieszkańców, a wzniesienie soboru będzie aktem ich obrony. Ponadto budowa cerkwi stanowiła wyraz ekspansji kultury rosyjskiej w kierunku zachodnim. W apelu skierowanym do mieszkańców Moskwy z prośbą o wsparcie finansowe inwestycji Josif Hurko porównywał planowany sobór z „nadgranicznym filarem prawosławnej Rosji” i „wojskową chorągwią”, która sygnalizuje trwałą przynależność danego regionu do Rosji. Sugerował również, że wzniesienie świątyni:

ożywi nadzieje pozostałych Słowian na zjednoczenie się pod opieką prawosławnego krzyża

Czesław Witold Krassowski przedstawił ponadto tezę, iż sobór na placu Saskim miał stanowić artystyczną ripostę Rosjan na wzniesienie na Pradze kościoła św. Michała i św. Floriana.

### Budowa
Komitet zajmujący się budową świątyni został powołany 28 sierpnia 1893 r., przewodniczącym został Hurko. Na konkurs na projekt soboru swoje prace nadesłali architekci G. Czagin, G. Kotow, A. Pomierancew, A. Prachow, M. Prieobrażenskij oraz Leontij Benois. To jego projekt zwyciężył w rywalizacji, wybrany 13 stycznia 1894 r. przez cara Aleksandra III. 
Mimo pozytywnej reakcji Synodu Cerkwi Rosyjskiej na plan Hurki wyasygnował jedynie 32 930 rubli na budowę. W związku z tym w celu pozyskania koniecznych środków Hurko w 1892 r. zarządził przymusową składkę od wszystkich wójtów i burmistrzów w Królestwie Polskim, wprowadzono specjalny podatek gruntowy i podymny. Ściągano także składki od parafii katolickich. W 1893 r., z okazji setnej rocznicy „przyłączenia kraju zachodnio-rosyjskiego”, Aleksander III wyraził zgodę na przeprowadzenie składki również wśród obywateli Imperium Rosyjskiego. Dzięki zbiórce uzyskano do 1899 r. na cel budowy pół miliona rubli.
Miejsce pod budowę soboru zostało poświęcone 2 czerwca 1894 r. przez arcybiskupa chełmskiego i warszawskiego Flawiana, natomiast kamień węgielny położono 30 sierpnia tego samego roku, w dniu liturgicznego wspomnienia św. Aleksandra Newskiego, wybranego na patrona cerkwi. Na placu Saskim wystawiono tymczasową kaplicę św. Aleksandra Newskiego. Ceremonii położenia kamienia węgielnego organizatorzy nadali wydźwięk antypolski. Przedrozbiorowej Rzeczypospolitej przypisano m.in. prześladowania ludności prawosławnej. Zaproszony na ceremonię Jan Kronsztadzki wypowiedział się na temat przyszłości soboru:

...skończy się jego istnienie od razu z końcem panowania Rosji w Polsce.

Z powodu kryzysu ekonomicznego, jaki panował w Rosji przełomu XIX i XX wieku, prace budowlane przedłużyły się do 18 lat. Wpływ na ten fakt miał również wyższy niż przewidywany koszt inwestycji. Podczas gdy inicjatorzy budowy soboru przewidywali wydanie 900 tys. rubli, budowa pochłonęła ostatecznie 3 mln 87 tys. rubli. Znaczna część środków pochodziła z kasy państwowej Imperium Rosyjskiego. Od 1893 r. budżet państwa przeznaczał 50 tys. rubli rocznie na warszawski sobór, zaś od 1902, w związku z apelami członków rządu i kolejnych generał-gubernatorów Warszawy, 350 tys. rubli.
W 1900 r. zostały zakończone prace nad główną bryłą soboru i dzwonnicy i przystąpiono do drugiego etapu robót – dekoracji wnętrza. Na jego głównej kopule umieszczono krzyż łaciński. Gotowa dzwonnica, o wysokości 70 metrów, była najwyższą budowlą w Warszawie.
Prace we wnętrzu katedry prowadzone według projektu prof. Nikołaja Pokrowskiego, zatwierdzonego przez komisję zajmującą się budową, rozpoczęły się w 1903 r., po wyschnięciu tynków i ścian. Na potrzeby soboru odlano w Moskwie w 1902 r. czternaście dzwonów, z których największy był piątym co do wielkości w całym Imperium Rosyjskim. Wytwórcą dzwonów był zakład ludwisarski P. Finlandzkiego. Zgodnie ze zwyczajem na dzwonach pojawiły się postacie cherubinów oraz ikony Chrystusa Zbawiciela, Matki Bożej, Czterech Ewangelistów i św. Mikołaja. W Moskwie powstały również miedziane pozłacane kopuły (warstwa złota o grubości 2 mm) oraz złocone krzyże. Ich producentem był zakład Chlebnikowa. Wnętrze świątyni ozdobiło 16 jaspisowych kolumn, które ofiarował car Mikołaj II.
Przed 1914 r. sobór był jedyną warszawską świątynią, w której działało centralne ogrzewanie.

#### Funkcjonowanie soboru przed wyjazdem Rosjan z Warszawy
Ceremonia poświęcenia soboru odbyła się 20 maja 1912 roku. Udział w niej wzięli warszawski generał-gubernator Gieorgij Skałon, metropolita kijowski i halicki Flawian (Horodecki) oraz oberprokurator Świętego Synodu W. Sabler. Zaproszony na uroczystość car Mikołaj II ograniczył się do przysłania telegramu gratulacyjnego.
Przewidywane przez fundatorów funkcje katedry eparchii warszawsko-nadwiślańskiej sobór pełnił jedynie przez trzy lata. Największą uroczystością, jaka odbyła się w nim w tym okresie, były obchody 300 lat panowania Romanowów w Rosji 21 lutego 1913 roku. W związku z ukończeniem budowy soboru i jego funkcjonowaniem powstały okolicznościowe utwory poetyckie, które podkreślały znaczenie obiektu dla państwa rosyjskiego. Budowla była również obiektem krytyki. W 1909 r. Aleksander Błok, po obejrzeniu wznoszonej jeszcze cerkwi, uznał, iż jej wzniesienie było decyzją całkowicie niesłuszną. Funkcjonowały również opinie, iż wykorzystanie obiektu sakralnego do celów politycznych poniża Rosyjski Kościół Prawosławny, sprowadzając go do rangi narzędzia politycznego odwetu. Całkowicie negatywnie sobór był odbierany przez polską ludność Warszawy, która rozumiała polityczną wymowę jego wzniesienia i nisko oceniała jego architekturę. Obiekt nazywano „bizantyjskim tortem”, zaś dzwonnicę – „wieżą ciśnień prawosławia”, lub wręcz porównywano ją do członka męskiego. Pozytywne oceny wyglądu soboru zawierały natomiast poświęcone mu artykuły w prasie prawosławnej, zdaniem której sobór harmonijnie wykorzystywał różne motywy z architektury staroruskiej, nie stając się jednak pozbawioną wartości kopią świątyń tego okresu.

### Okres I wojny światowej i pierwszych lat po odzyskaniu niepodległości
Podczas I wojny światowej Rosjanie wycofali się z Warszawy w sierpniu 1915. Większość prawosławnych mieszkańców, w tym duchownych, wyjechała. W lutym 1916 r. świątynia stała się współwyznaniowym (rzymskokatolickim i ewangelickim) kościołem garnizonowym wojska niemieckiego pw. św. Henryka II. Miedziany dach został wtedy zdjęty z powodu wojennego zapotrzebowania na ten metal. Przyczyniło się to do niszczenia budynku z powodu opadów. Niemcy poczynili także pewne zmiany mające przygotować kościół dla ich potrzeb, jak dodanie organów i krzeseł, których w cerkwiach nie spotyka się.
Po odzyskaniu niepodległości w 1918 r. los soboru był przez wiele lat przedmiotem ożywionej dyskusji. Przez mieszkańców Warszawy widziany był jako symbol rosyjskiej dominacji i z tego powodu bardzo nielubiany. Niektórzy uważali go za wspaniałe dzieło architektury, podczas gdy wydział sztuki Uniwersytetu Stefana Batorego w Wilnie uznał go za mało wartościowy artystycznie.
Były propozycje przebudowy soboru na kościół katolicki. Inną propozycją, zgłoszoną przez Stefana Żeromskiego, było umieszczenie w budynku soboru muzeum martyrologii narodu polskiego (Żeromski walczył także, gdy rozbiórka już była postanowiona, o zabezpieczenie fresków Wasniecowa). Przeciwnicy soboru argumentowali pragmatycznie – wskazując na zajmowanie przez wybudowany niedawno (1912) sobór jednego z głównych placów Warszawy, twierdzili, że nie jest to dzieło sztuki dość dobre, aby je tam zachowywać, w szczególności kiedy z miasta wyjechała większość jego prawosławnych mieszkańców.

### Rozbiórka

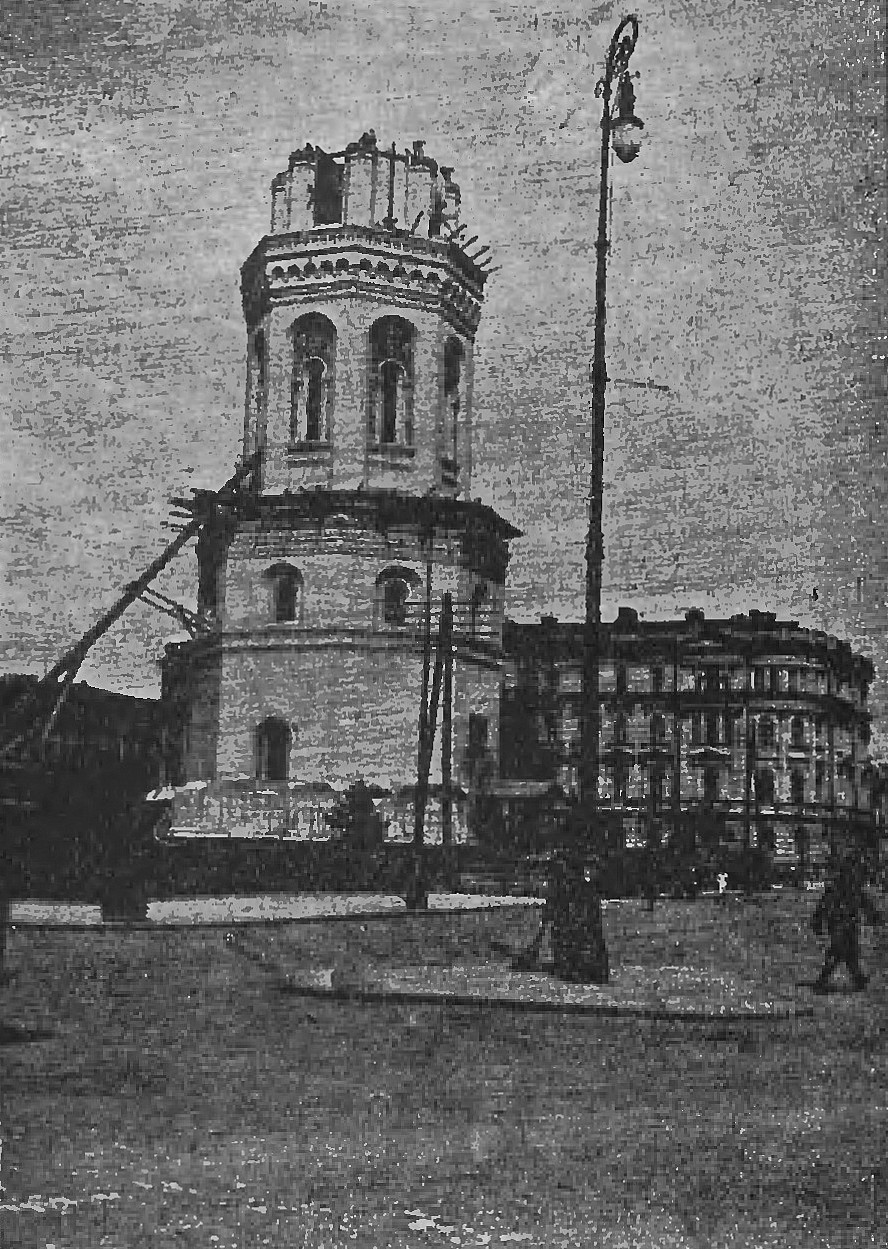
Demontaż dzwonnicy latem 1921

Latem 1921 r. przystąpiono do rozbiórki dzwonnicy. Ostatecznie, mimo kilku protestów, świątynia została rozebrana w latach 1924–1926, razem z większością cerkwi w Warszawie – pozostawiono dwie: cerkiew pw. Świętej Równej Apostołom Marii Magdaleny (na warszawskiej Pradze) i cerkiew pw. św. Jana Klimaka (na Woli, w granicach cmentarza prawosławnego). Z rozbiórki uczyniono wydarzenie polityczne i narodowe, wypuszczono obligacje, aby „dać każdemu Polakowi szansę uczestniczenia w rozbiórce”. Papiery były zabezpieczone wartością materiałów odzyskanych z budynku.
Przeciwko rozbiórce protestowała część polskiej elity kulturalnej, m.in. Antoni Słonimski. Próby ratowania soboru były podejmowane jeszcze wtedy, gdy rozbiórka już trwała. Latem 1924 r. senator Wiaczesław Bohdanowicz wygłosił płomienną mowę w obronie soboru:

Wystarczy pójść na plac Saski i popatrzeć na odarte kopuły na wpół zniszczonego soboru. Tylko nie mówcie panowie, że on musiał być zniszczony jako pomnik niewoli. Powiedziałbym, że dopóki on stoi, jest najlepszym pomnikiem dla przyszłych pokoleń, uczącym je, jak można szanować i strzec swojej ojczyzny, rozebrany będzie haniebnym pomnikiem nietolerancji i szowinizmu! Nie sposób nie zwrócić uwagi na to, że w tym soborze są wybitne dzieła sztuki, w które włożono wiele duchowych sił najlepszych synów sąsiedniego narodu – i ci, którzy tworzyli te dzieła sztuki, nie myśleli o żadnej polityce. Polski naród czuje to, a także poważne skutki takiego postępowania i już tworzy swoją legendę dotyczącą zniszczenia soboru... Ale naszych politykierów to w żaden sposób nie porusza. A przecież przyjeżdżają cudzoziemcy – Anglicy, Amerykanie – patrzą na to ze zdziwieniem, fotografują, a fotografie rozpowszechniają po całym świecie, naturalnie razem z opinią o polskiej kulturze i cywilizacji.

Jednak takich głosów było niewiele i były mało zauważalne. Przeciwnicy rozbiórki byli krytykowani i zarzucano im brak patriotyzmu, wskazując, iż państwo rosyjskie prowadziło w okresie zaborów politykę rusyfikacji, represji i dyskryminacji w stosunku do ludności polskiej.
Sama rozbiórka była dość skomplikowana i wymagała prawie 15 tys. kontrolowanych wybuchów. Większość wysokiej jakości marmuru posłużyła jako ozdoba innych warszawskich gmachów. Materiały z rozebranego soboru wykorzystano także do budowy kilku pomników, m.in. cokołów pomnika Syreny przy ulicy Solec oraz pomnika Jana Kilińskiego na placu Krasińskich. Sześć jaspisowych kolumn wykorzystano do budowy baldachimu nad wyjściem z krypt królewskich na Wawelu. Stopnie z czerwonego granitu posłużyły do budowy schodów prowadzących do głównego wejścia gmachu Państwowego Instytutu Geologicznego (od strony ulicy Batorego). Z marmuru pochodzącego z soboru, który pierwotnie został użyty do budowy kościoła Matki Boskiej Częstochowskiej przy ulicy Łazienkowskiej (zniszczonego w 1944), wykonano elementy ołtarzy, ambony oraz kolumny kościoła Świętych Apostołów Piotra i Pawła w warszawskich Pyrach. Fragmenty mozaik zostały zdemontowane i część z nich trafiła m.in. do soboru Opieki Matki Bożej w Baranowiczach oraz kościoła Najświętszego Zbawiciela w Warszawie. Fragment mozaiki ołtarzowej wyeksponowano także na półpiętrze gmachu Wydziału Architektury Politechniki Warszawskiej przy ul. Koszykowej 55. Po wielu latach przechowywania w Muzeum Narodowym inne fragmenty w 1985 r. przekazano parafii prawosławnej i umieszczono w dolnej kaplicy Męki Pańskiej w soborze metropolitarnym św. Marii Magdaleny na warszawskiej Pradze. Między ikonami w ikonostasie kaplicy umieszczono także kolumny pochodzące z rozebranego soboru. Z kolei wykonany z białego marmuru fragment dekoracyjnego gzymsu obiegającego elewacje świątyni, pochodzący z placu budowy kościoła św. Stanisława Kostki, został włączony do zbiorów Muzeum Warszawy.

### Sobór w mediach i sztuce
W latach 2008 i 2009 Daniela Kostova zorganizowała w Warszawie wystawę Obraz nieortodoksyjny/Unorthodox image, poświęconą soborowi. Pierwszą częścią projektu artystycznego była zamontowana na placu marsz. Józefa Piłsudskiego instalacja z fotografią świątyni w jej pierwotnych rozmiarach, zaś drugą – pokaz filmu przedstawiającego plac z fotografią soboru oraz nagranie wspomnień jednego ze świadków jej burzenia.
W listopadzie 2009 r. minister spraw zagranicznych Radosław Sikorski nawiązał do zburzenia soboru, określając je jako katharsis nowego początku. Prawosławny biskup siemiatycki Jerzy uznał tę wypowiedź za chybioną i obraźliwą wobec uczuć religijnych prawosławnych.

## Architektura

### Wygląd zewnętrzny

#### Sobór
Sobór został wzniesiony na planie prostokąta, zbliżonego do kwadratu, w stylu eklektycznym. W zewnętrznym wyglądzie budynku widoczne były wpływy architektury Rusi włodzimiersko-suzdalskiej z elementami stylu bizantyjskiego. Typowe dla cerkwi w regionie Włodzimierza i Suzdalu były: trójapsydialne wykończenie wschodniej części budynku, kształt bębnów, arkady oraz obramowania okien w środkowej części obiektu. Wykonane z granitu kolumny wokół portali wejściowych nawiązywały do sztuki bizantyjskiej, natomiast główne drzwi, wykonane z drewna dębowego obitego miedzianą blachą były kopią podobnych drzwi znajdujących się w soborze Mądrości Bożej w Nowogrodzie Wielkim. W literaturze istnieje również opinia, iż inspiracją dla Leontija Benois był wygląd bazyliki św. Marka w Wenecji, czego dowodzić mają podobieństwa portali, tympanonów wypełnionych mozaiką i zwieńczenia centralnej części w obydwu świątyniach. Zdaniem Pawła Giergonia elementy te są jednak szerzej stosowane w prawosławnej architekturze sakralnej. Z kolei Piotr Paszkiewicz jest zdania, że inspiracja kościołem weneckim jest niewątpliwa.
Sam Benois, komentując na łamach prasy szczegóły swojego projektu, wskazał jako źródła inspiracji kilka świątyń staroruskich: sobór św. Jerzego w Jurjewie Polskim, sobór św. Dymitra Sołuńskiego we Włodzimierzu, sobór Zaśnięcia Matki Bożej we Włodzimierzu. Dobór stylu staroruskiego wynikał z panującego w II połowie XIX w. w Rosji przekonania, iż jest to najbardziej rdzennie ruski i najbliższy naturze Rosjan porządek architektoniczny. Piotr Paszkiewicz uważa, że Benois mógł wykorzystać częściowo również motywy znane mu z innych świątyń, np. cerkwi Opieki Matki Bożej na Nerli. Jako wzorzec dla dzwonnicy soboru wskazywano dzwonnicę Iwana Wielkiego w Moskwie.
Sobór był zwieńczony pięcioma cebulastymi złoconymi kopułami położonymi na bębnach, z krzyżami prawosławnymi. Główne wejście do cerkwi prowadziło przez fasadę zachodnią, którą – podobnie jak elewacje północną i południową – udekorowano zwielokrotnioną arkadą. Dawało to efekt wznoszenia się całej konstrukcji ku górze. Bębny soboru były dekorowane półkolumnami w części górnej oraz półkolistymi łukami w dolnej.
W założeniach twórców soboru miał on stanowić część większego kompleksu budynków służących eparchii warszawsko-nadwiślańskiej: planowano wzniesienie w jego sąsiedztwie gmachu seminarium duchownego oraz domu parafialnego. Projektów tych nigdy nie zrealizowano.

#### Dzwonnica
Dzwonnica cerkwi miała 70 metrów wysokości. Została wybudowana na planie ośmiobocznym, jednak w ostatniej kondygnacji uzyskiwała plan koła dzięki sukcesywnemu, uskokowemu zwężaniu. Na poziomie najbliższym podłożu nie posiadała żadnej dekoracji zewnętrznej. Dopiero na poziomie trzeciej kondygnacji ozdobiono ją fryzem, zaś piątej, najwyższej – arkadami. Zabieg ten nadawał obiektowi pozornej lekkości. Na parterze dzwonnicy urządzono kaplicę.

#### Wystrój wnętrza
Wśród inicjatorów budowy soboru panowało przekonanie, iż jego wystrój wnętrza musi stać na najwyższym poziomie artystycznym. Całą powierzchnię jego ścian postanowiono zatem pokryć freskami, zaś w wybranych przestrzeniach mozaiką. Autorem projektu całości dekoracji był Nikołaj Pokrowski. Do współpracy przy ich wykonywaniu zaproszono: W. Wasniecowa, N. Koszelewa, M. Niestierowa, W. Pierminowa, F. Rajljana, W Bielajewa, M. Sytkowskiego oraz Nikołaja Charłamowa. Autorem kartonów do trzech mozaik w pomieszczeniu ołtarzowym został, po odmowie Michaiła Niestierowa, Wiktor Wasniecow. Ogólna koncepcja wnętrza łączyła elementy typowo ruskie ze starszą tradycją bizantyjską.
Dla głównej kopuły soboru Nikołaj Charłamow przygotował projekt mozaiki z postacią Chrystusa Pantokratora.
Do wykonania zdobienia korzystano w dużych ilościach z kamieni szlachetnych, marmuru i granitu.
Ikonostas główny oraz dwa boczne, wykonane z marmuru, zaprojektował Leontij Benois, natomiast ikony napisali Nikołaj Charłamow i Wasilij Gurianow.